# Quartieri di Medellín
La città colombiana di Medellín ha un totale di 249 quartieri (Barrio) raggruppati in 16 comunas urbanas (comuni urbani), che delimitano lo spazio urbano della città 
Di seguito un elenco dei comuni e dei quartieri che la compongono:

## Comuna 1 - Barrio Popular

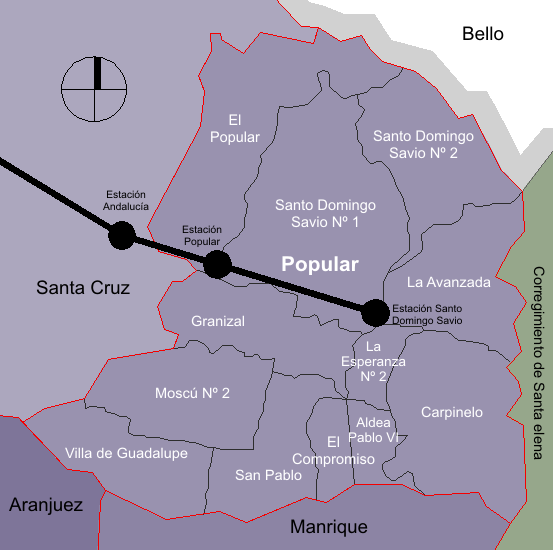
Popular, división barrial.

- Popular
- Santo Domingo Savio Nº 1
- Santo Domingo Savio Nº 2
- Granizal
- Moscú Nº 2
- Villa Guadalupe
- San Pablo
- Aldea Pablo VI
- La Esperanza Nº 2
- El Compromiso
- La Avanzada
- Carpinelo

## Comuna 2 - Santa Cruz

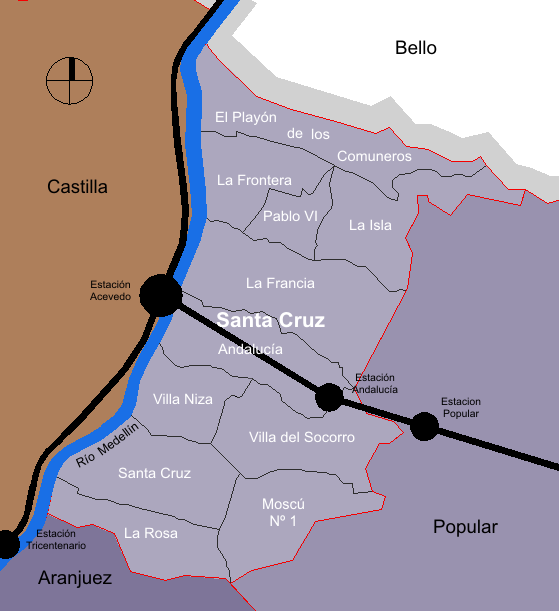
Santa Cruz, división barrial.

- Santa Cruz
- La Isla
- El Playón de Los Comuneros
- Pablo VI
- La Frontera
- La Francia
- Andalucía
- Villa del Socorro
- Villa Niza
- Moscú Nº 1
- La Rosa

## Comuna 3 - Manrique

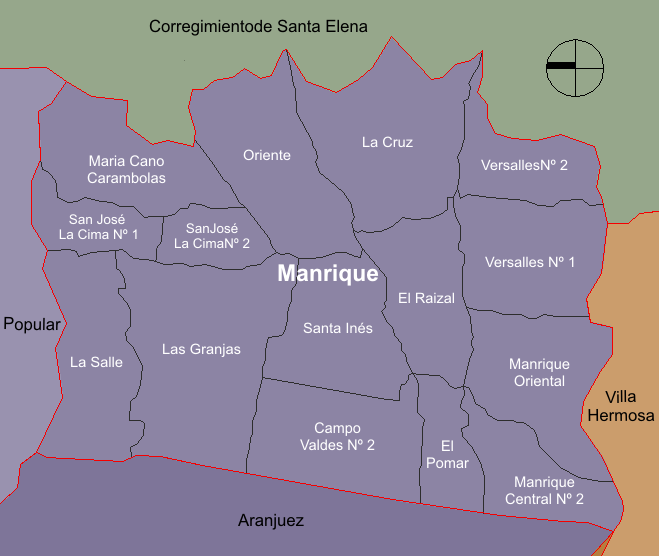
Manrique, división barrial.

- La Salle
- Las Granjas
- Campo Valdes Nº 2
- Santa Inés
- El Raizal
- El Pomar
- Manrique Central Nº 2
- Manrique Oriental
- Versalles Nº 1
- Versalles Nº 2
- La Cruz
- La Honda
- Oriente
- Maria Cano – Carambolas
- San José La Cima Nº 1
- San José La Cima Nº 2

## Comuna 4 - Aranjuez

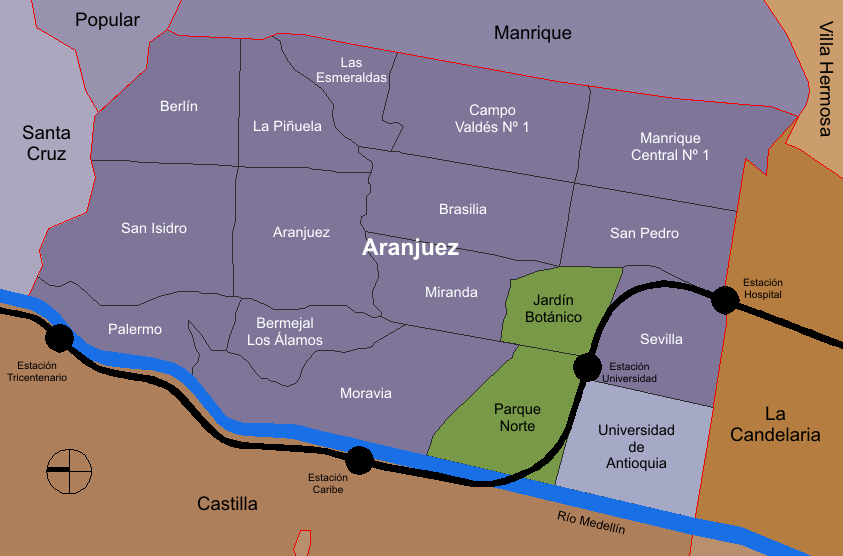
Aranjuez, división barrial.

- Aranjuez
- Berlín
- San Isidro
- Palermo
- Bermejal - Los Álamos
- Moravia
- Sevilla
- San Pedro
- Manrique Central Nº 1
- Campo Valdes Nº 1
- Las Esmeraldas
- La Piñuela
- Brasilia
- Miranda
- Moravia

## Comuna 5 - Castilla

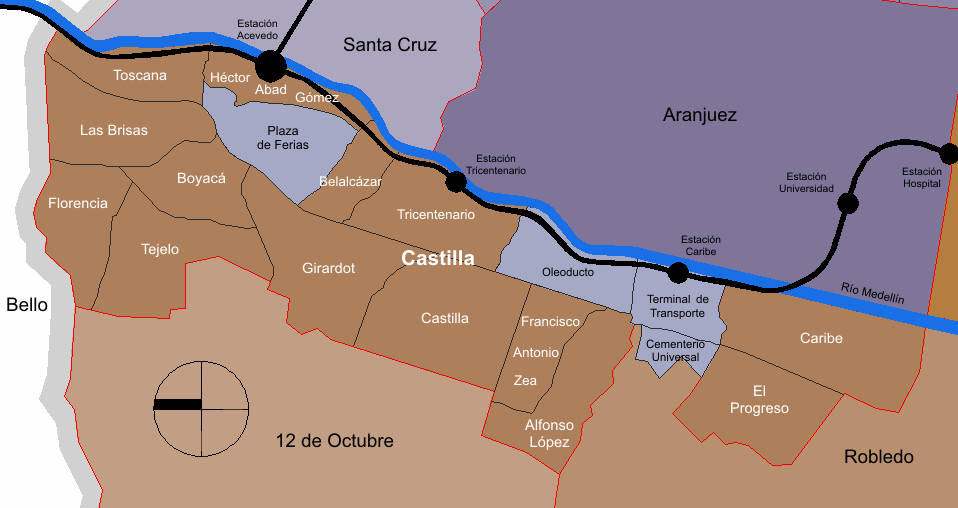
Castilla, división barrial.

- Castilla
- Toscana
- La Paralela
- Las Brisas
- Florencia
- Tejelo
- Boyacá
- Héctor Abad Gómez
- Belalcazar
- Girardot
- Tricentenario
- Francisco Antonio Zea
- Alfonso López
- Caribe
- El Progreso

## Comuna 6 - Doce de Octubre

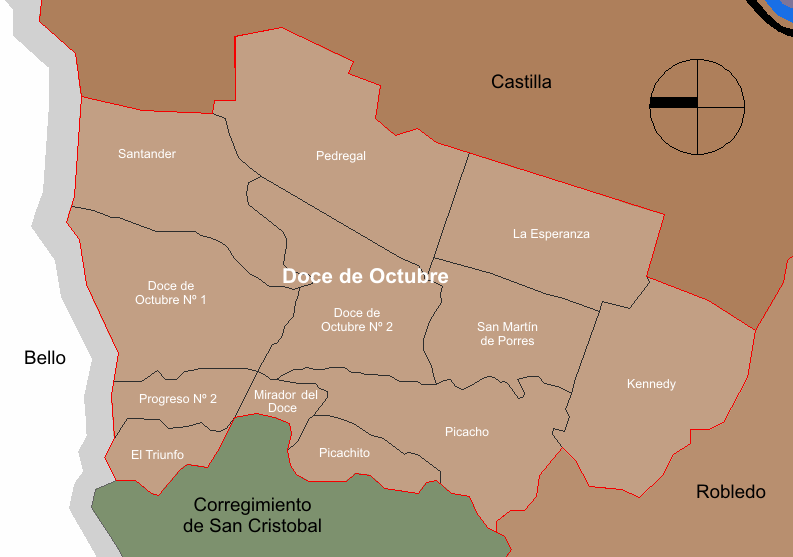
Doce de Octubre, división barrial.

- Doce de Octubre Nº 1
- Doce de Octubre Nº 2
- Santander
- Pedregal
- La Esperanza
- San Martín de Porres
- Kennedy
- Picacho
- Picachito
- Mirador del Doce
- Progreso Nº 2
- El Triunfo

## Comuna 7 - Robledo

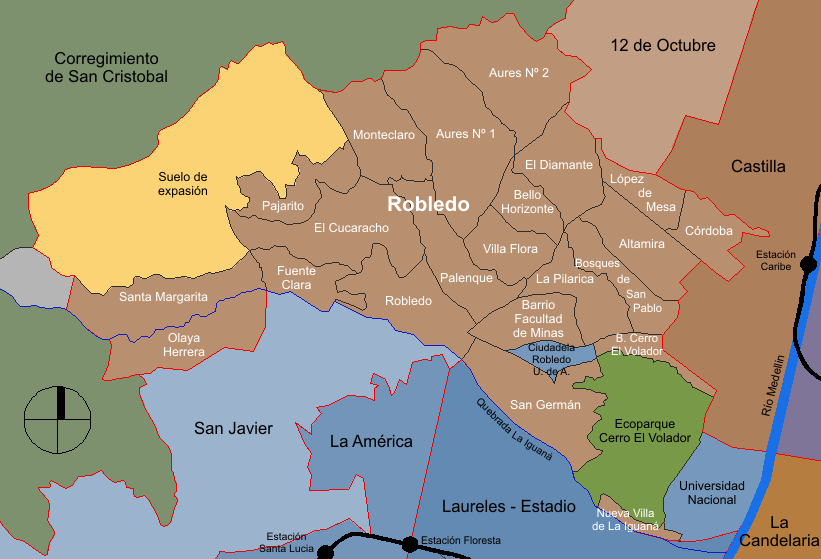
Robledo, división barrial.

- Robledo
- Cerro El Volador
- San Germán
- Barrio Facultad de Minas
- La Pilarica
- Bosques de San Pablo
- Altamira
- Córdoba
- López de Mesa
- El Diamante
- Aures Nº 1
- Aures Nº 2
- Bello Horizonte
- Villa Flora
- Palenque
- Cucaracho
- Fuente Clara
- Santa Margarita
- Olaya Herrera
- Pajarito
- Monteclaro
- Nueva Villa de La Iguaná

## Comuna 8 - Villa Hermosa
- Villa Hermosa
- La Mansión
- San Miguel
- La Ladera
- Batallón Girardot
- Llanaditas
- Los Mangos
- Enciso
- Sucre
- El Pinal
- Trece de Noviembre
- La Libertad
- Villatina
- San Antonio
- Las Estancias
- Villa Turbay

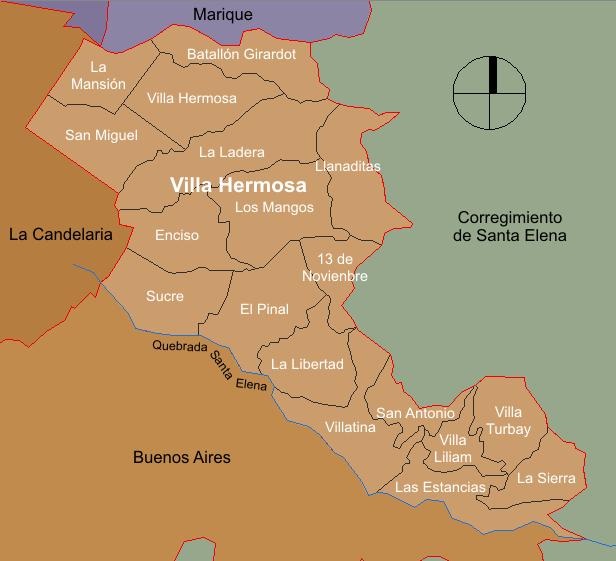
Villa Hermosa, división barrial.

- La Sierra (Santa Lucía - Las Estancias)
- Villa Lilliam

## Comuna 9 - Buenos Aires

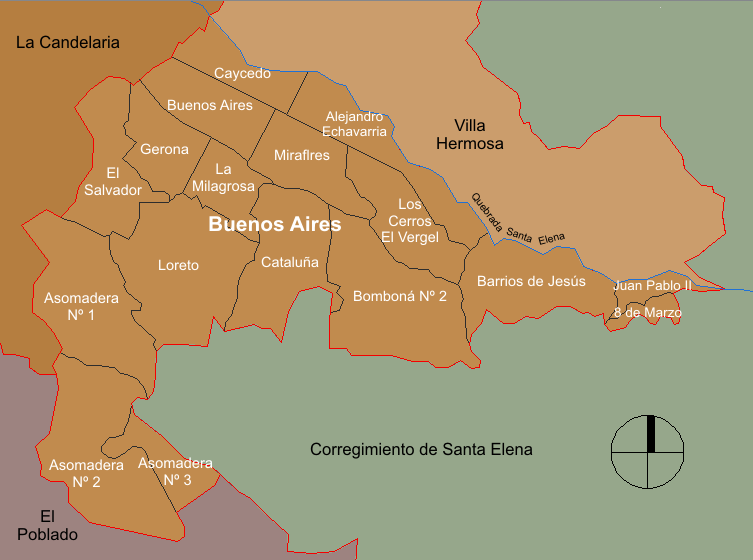
Buenos Aires, división barrial.

- Buenos Aires
- Juan Pablo II
- Barrios de Jesús
- Bombona Nº 2
- Los Cerros El Vergel
- Alejandro Echavarría
- Miraflores
- Cataluña
- La Milagrosa
- Gerona
- El Salvador
- Loreto
- Asomadera Nº 1
- Asomadera Nº 2
- Asomadera Nº 3
- Ocho de Marzo

## Comuna 10 - La Candelaria

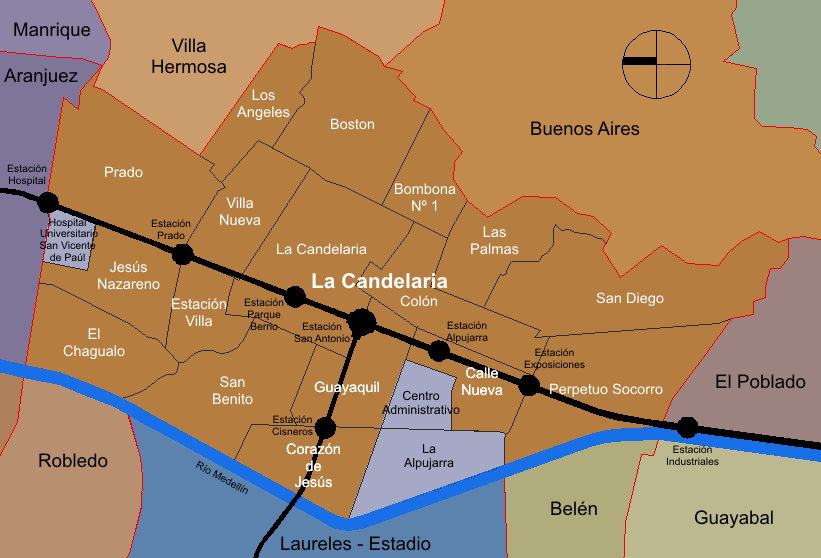
La Candelaria, división barrial.

- La Candelaria
- Prado
- Jesús Nazareno
- El Chagualo
- Estación Villa
- San Benito
- Guayaquil
- Corazón de Jesús
- Calle Nueva
- Perpetuo Socorro
- Barrio Colón
- Las Palmas
- Bombona Nº 1
- Boston
- Los Ángeles
- Villa Nueva
- San Diego

## Comuna 11 - Laureles-Estadio

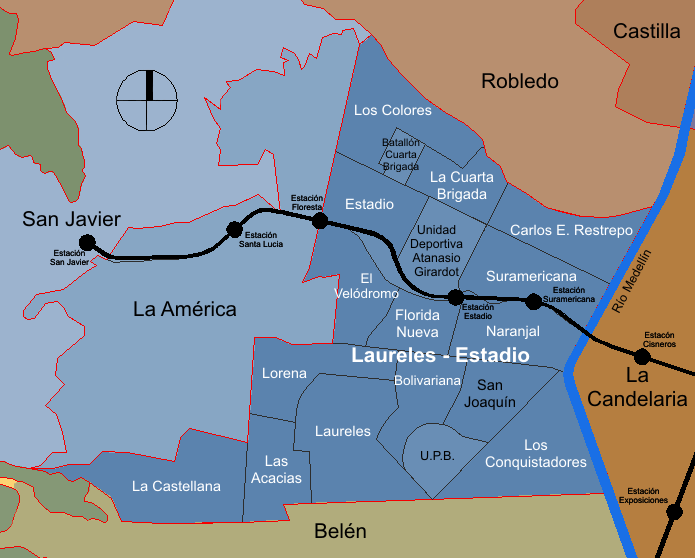
Laureles - Estadio, división barrial.

- Los Conquistadores
- Laureles
- Carlos E. Restrepo
- Suramericana
- Naranjal
- San Joaquín
- Bolivariana
- Las Acacias
- La Castellana
- Lorena
- El Velódromo
- Estadio
- Los Colores
- Cuarta Brigada
- Florida Nueva

## Comuna 12 - La América

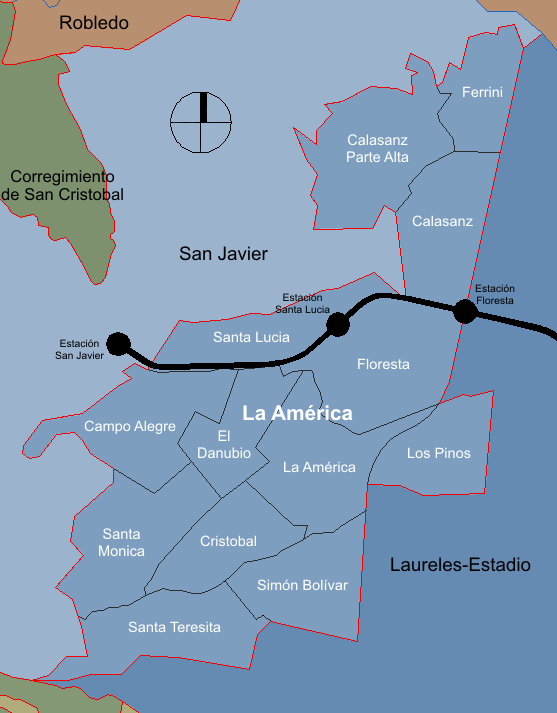
La América, división barrial.

- La América
- Ferrini
- Calasanz
- Los Pinos
- La Floresta
- Santa Lucía
- El Danubio
- Campo Alegre
- Santa Mónica
- Barrio Cristóbal
- Simón Bolívar
- Santa Teresita
- Calasanz Parte Alta

## Comuna 13 - San Javier

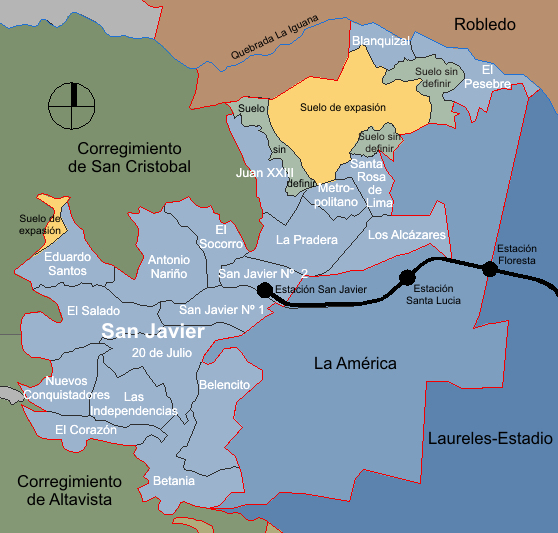
San Javier, división barrial.

- San Javier Nº 1
- San Javier Nº 2
- El Pesebre
- Blanquizal
- Santa Rosa de Lima
- Los Alcázares
- Metropolitano
- La Pradera
- Juan XIII - La Quiebra
- La Divisa
- Veinte de Julio
- Belencito
- Betania
- El Corazón
- Las Independencias
- Nuevos Conquistadores
- El Salado
- Eduardo Santos
- Peñitas
- Antonio Nariño
- El Socorro

## Comuna 14 - El Poblado

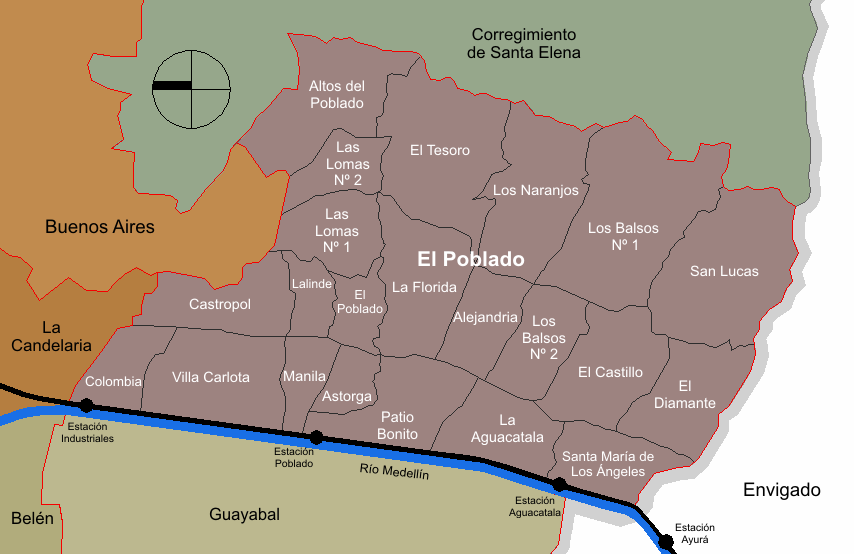
El Poblado, división barrial.

- El Poblado
- Barrio Colombia
- Simesa
- Villa Carlota
- Castropol
- Lalinde
- Las Lomas Nº 1
- Las Lomas Nº 2
- Altos del Poblado
- El Tesoro
- Los Naranjos
- Los Balsos Nº 1
- Los Balsos Nº 2
- San Lucas
- El Diamante Nº 2
- El Castillo
- Alejandría
- La Florida
- Manila
- Astorga
- Patio Bonito
- La Aguacatala
- Santa María de Los Ángeles

## Comuna 15 - Guayabal

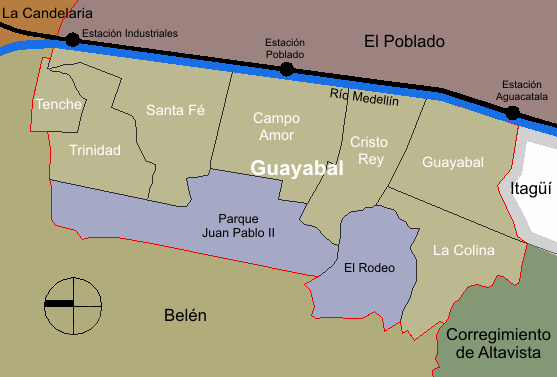
Guayabal, división barrial.

- Guayabal
- Tenche
- Trinidad
- Santa Fe
- Shellmar
- San Pablo
- Parque Juan Pablo II
- Campo Amor, Noel
- Cristo Rey
- La Colina

## Comuna 16 - Belén

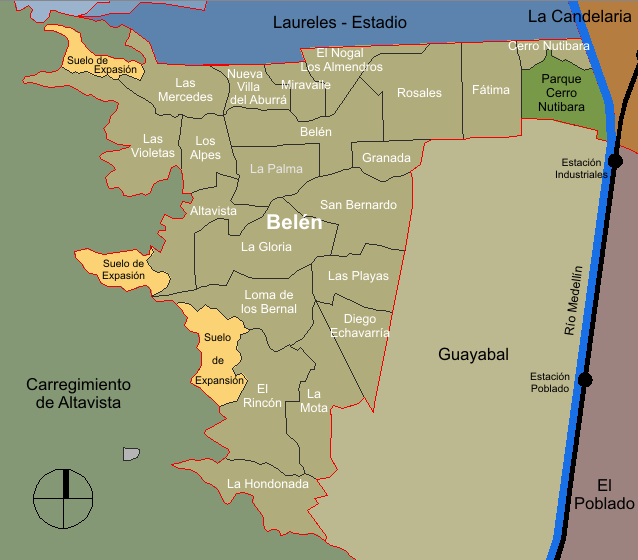
Belén, división barrial.

- Belén
- Fátima
- Tenche
- Rosales
- Granada
- San Bernardo
- Las Playas
- Diego Echevarria
- La Mota
- Rodeo Alto-La Hondonada
- El Rincón
- La Loma de Los Bernal
- La Gloria
- Altavista
- La Palma
- Zafra
- Los Alpes
- Las Violetas
- Las Mercedes
- Nueva Villa de Aburrá
- Miravalle
- El Nogal - Los Almendros
- Cerro Nutibara